# Mädchen Amicková
Mädchen Amicková (nepřechýleně Mädchen Amick; * 12. prosince 1970 Sparks, Nevada, USA) je americká herečka, známá zejména rolí Shelly Johnsonové v seriálu Městečko Twin Peaks a mysteriozním hororu Twin Peaks a rolí Wendy Beauchamp v seriálu Witches of East End. Od roku 2017 hraje v televizním seriálu Riverdale, který vysílá stanice The CW.

## Biografie
Narodila se v nevadském Sparks do rodiny úřednice ve zdravotnictví Judy Amickové a hudebníka Billa Amicka. Rodiče jsou původem z Německa. Křestní jméno Mädchen (v němčině „dívka“) vybrali záměrně pro jeho netypičnost. V mládí se učila hře na klavír, housle a kytaru. Navštěvovala hodiny stepu, baletu, jazzového a moderního tance. V šestnácti letech, v roce 1987, odjela do Los Angeles, aby se pokusila nastartovat hereckou kariéru. O dva roky později získala první příležitost, když ztvárnila postavu Anyi v díle Vladařka sci-fi seriálu Star Trek: Nová generace a objevila se v jednom díle Pobřežní hlídky. V roce 2013 se připojila k obsazení seriálu stanice Lifetime Witches of East End. V srpnu 2015 se připojila k seriálu American Horror Story.

## Filmografie
| Herecká filmografie | Herecká filmografie                     | Herecká filmografie     | Herecká filmografie                                                       |
| Rok                 | Film                                    | Role                    | Poznámka                                                                  |
| ------------------- | --------------------------------------- | ----------------------- | ------------------------------------------------------------------------- |
| 1989                | Star Trek: Nová generace                | Anya                    | díl: „Vladařka“                                                           |
| 1989                | Pobřežní hlídka                         | Laurie Harris           | díl: „Panic at Malibu Pier“                                               |
| 1990                | The Great American Sex Scandal          | Miss Doddsworth         | Televizní film                                                            |
| 1990                | Dnes v noci jsem nebezpečná             | Amy                     | Televizní film                                                            |
| 1990                | Jak najít přítele                       | Mandy                   |                                                                           |
| 1990–91             | Městečko Twin Peaks                     | Shelly Johnson          | Hlavní role, 30 dílů                                                      |
| 1991                | For the Very First Time                 | Rhonda                  | Televizní film                                                            |
| 1991                | Borrower - Oběti bez hlav               | Megan                   |                                                                           |
| 1992                | Twin Peaks                              | Shelly Johnson          |                                                                           |
| 1992                | Sleepwalkers                            | Tanya Robertson         |                                                                           |
| 1993                | Ideální milenka                         | Lena Mathers            |                                                                           |
| 1993                | Láska, podvod a loupež                  | Lauren Harrington       |                                                                           |
| 1994                | Lapeni v ráji                           | Sarah Collins           |                                                                           |
| 1995                | French Exit                             | Zina                    |                                                                           |
| 1995                | The Courtyard                           | Lauren                  | Televizní film                                                            |
| 1995                | Padlí andělé                            | paní Cordellová         | díl: „Love and Blood“                                                     |
| 1995–96             | Central Park West                       | Carrie Fairchild        | Hlavní role, 21 dílů                                                      |
| 1996                | Bomba                                   | Angeline                |                                                                           |
| 1997                | Wounded                                 | Julie Clayton           |                                                                           |
| 1997                | Zavražděna, ale ... její srdce žije dál | Ann 'Annie' O'Keefe     | Televizní film                                                            |
| 1998                | Psychopat                               | Rachel Dwyer            |                                                                           |
| 1998                | Štvanice                                | Samantha Clark          | Televizní film                                                            |
| 1998–99             | Fantasy Island                          | Ariel                   | Hlavní role, 13 dílů                                                      |
| 1999                | Dawsonův svět                           | Nicole Kennedy          | 3 díly                                                                    |
| 1999                | Otec rock'n'rollu: Příběh Alana Freeda  | Jackie McCoy            | Televizní film                                                            |
| 2000                | The List                                | Grace Mitchell          |                                                                           |
| 2001                | Oběšenec                                | Grace Mitchell          | Televizní film                                                            |
| 2001                | Italian Ties                            | Jamie                   |                                                                           |
| 2001                | Nebezpečná partie                       | Carmen                  |                                                                           |
| 2002                | Krysy                                   | Susan Costello          | Televizní film                                                            |
| 2002                | Globální dopad                          | Dr. Sera Levitt         |                                                                           |
| 2002–03             | Gilmorova děvčata                       | Sherry Tinsdale         | 3 díly                                                                    |
| 2003                | Queens Supreme                          | Lisa Salinger           | díl: „The House Next Door“                                                |
| 2003                | Divoká karta                            | Crystal Stevenson       | díl: „Black Sheep“                                                        |
| 2003                | Ed                                      | Celeste 'CeCe' Royce    | díl: „Home for Christmas“                                                 |
| 2004–05             | Pohotovost                              | Wendall Meade           | 10 dílů                                                                   |
| 2005                | Lži a zrada                             | Jean Brooks             | Televizní film                                                            |
| 2005                | Jake in Progress                        | Kylie                   | 2 díly                                                                    |
| 2005                | Joey                                    | Sara                    | 5 dílů                                                                    |
| 2005                | Four Corners of Suburbia                | Rachel Samson           |                                                                           |
| 2005–06             | Freddie                                 | Allison                 | Hlavní role, 22 epizod                                                    |
| 2006                | Zákon a pořádek                         | Alissa Goodwyn          | díl: „Home Sweet“                                                         |
| 2006–07             | Unesený                                 | Yvonne Guttman          | 3 díly                                                                    |
| 2007                | Viva Laughlin                           | Natalie Holden          | Hlavní role, 8 dílů                                                       |
| 2008                | Žralok                                  | Gina Romero             | díl: „One Hit Wonder“                                                     |
| 2008                | The Verdict                             | Christine               | Televizní pilot                                                           |
| 2008                | Super drbna                             | Catherine Beaton        | 4 díly                                                                    |
| 2008                | Californication                         | Janie Jones             | 5 dílů                                                                    |
| 2008                | My Own Worst Enemy                      | Angelica 'Angie' Spivey | Hlavní role, 9 dílů                                                       |
| 2009                | The Law                                 | Liz                     | Televizní pilot                                                           |
| 2010                | Pleading Guilty                         | Brushy                  | Televizní pilot                                                           |
| 2010                | Damages                                 | Danielle Marchetti      | 5 dílů                                                                    |
| 2010                | Kriminálka New York                     | Aubrey Hunter           | 3 díly                                                                    |
| 2010                | Unanswered Prayers                      | Ava Andersson           | Televizní film                                                            |
| 2011                | Kazatel                                 | Shannon                 |                                                                           |
| 2011                | Ve službách FBI                         | Seleena                 | díl: „Veiled Threas“                                                      |
| 2011                | Metro                                   | Mary McCarthy           | Televizní pilot                                                           |
| 2012                | Agentura Jasno                          | Jacqueline Maderos      | díl: „Indiana Shawn and the Temple of the Kinda Crappy, Rusty Old Dagger“ |
| 2012                | Kráska a zvíře                          | Lois Whitworth          | díl: „Basic Instict“                                                      |
| 2012                | Nebezpečná identita                     | Greer Sheridan          | 2 díly                                                                    |
| 2012                | Ochrana svědků                          | Susan Campbell          | 2 díly                                                                    |
| 2012                | Šílenci z Manhattanu                    | Andrea Rhodes           | díl: „Mystery Date“                                                       |
| 2012                | V těle boubelky                         | Gina Blunt              | 2 díly                                                                    |
| 2012                | Politická hra                           | Mindy Meyers            | díl: „Lost Boys“                                                          |
| 2013–14             | Longmire                                | Deena                   | 3 díly                                                                    |
| 2013–14             | Witches of East End                     | Wendy Beauchamp         | Hlavní role, 23 dílů                                                      |
| 2015                | American Horror Story                   | Paní Ellison            | 3 díly                                                                    |
| 2016–17             | Love                                    | Matka                   | 3 díly                                                                    |
| 2016                | Druhá šance                             | Joan Solodar            | díl: „Stará známá“                                                        |
| 2017–23             | Riverdale                               | Alice Cooper            | hlavní role                                                               |
| 2017                | Městečko Twin Peaks                     | Shelly Johnson          | Hlavní role, 7 dílů                                                       |
| 2017                | Grannie                                 | Daddyho asistentka      | krátkometrážní film                                                       |

## Nominace a ocenění
| Nominace a ocenění | Nominace a ocenění       | Nominace a ocenění | Nominace a ocenění                            | Nominace a ocenění |
| Rok                | Cena                     | Výsledek           | Kategorie                                     | Název              |
| ------------------ | ------------------------ | ------------------ | --------------------------------------------- | ------------------ |
| 1991               | Soap Opera Digest Awards | Nominace           | Nejlepší herečka ve vedlejší roli: Prime Time | Twin Peaks         |
| 1995               | Cena Saturn              | Nominace           | Nejlepší herečka                              | Dream Lover        |

## Osobní život
Od roku 1992 je jejím manželem hudební skladatel David Alexis. Mají dvě děti: syna Silvestra Timea a dceru Minu Tobias.